# Imladris
Imladris (Nederlands: Rivendel, Engels: Rivendell) is een fictieve woonplaats van Elfen in Midden-aarde, zoals beschreven in de boeken De Hobbit en In de Ban van de Ring van de Britse schrijver J.R.R. Tolkien.
Imladris wordt door de Halfelf Elrond gesticht in 1679 van de Tweede Era en ligt in een vallei ten westen van de Hithaeglir en ten oosten van de rivier Bruinen. Het werd gebouwd als vesting tegen Sauron nadat het Noldor-koninkrijk Eregion door Sauron was verwoest. Noldor en Sindar vonden er een toevluchtsoord. Door de Ring van Macht van Elrond, Vilya, bleef het voor verval bewaard.
Noemenswaardige inwoners van Imladris waren, naast Elrond, zijn echtgenote Celebrían (tot III 2510), zijn zonen Elladan en Elrohir, zijn dochter Arwen en de Noldor-vorst Glorfindel. De Dolers van het Noorden woonden er ook en lieten hun erfgenamen er opgroeien. Ook Aragorn groeide op in Rivendel en verbleef er nadien vaak. De Hobbit Bilbo Balings nam zijn intrek in Rivendel na zijn 111e verjaardag tot zijn vertrek naar Valinor.
In De Hobbit verblijft Bilbo Balings korte tijd in Imladris (dat in dit boek Het Laatste Huiselijke Huis wordt genoemd) als hij met de Dwergen op weg is naar de Eenzame Berg, en nogmaals als hij met Gandalf op de terugweg is naar de Gouw.
In het boek In de Ban van de Ring wordt de Hobbit Frodo, een achterneef van Bilbo, door Aragorn naar Imladris gebracht in de hoop dat Elrond de Nazgûlwond die Frodo heeft opgelopen kan genezen. Nadat Frodo weer op krachten is gekomen ontmoet hij in Imladris Bilbo, die op zijn 111e verjaardag verdween en de Gouw had verlaten. De Raad van Elrond wordt ook in Rivendel gehouden, waarbij afgezanten van de Elfen, Dwergen en Mensen bediscussiëren wat er met de Ene Ring gedaan moet worden en uiteindelijk het Reisgenootschap van de Ring gevormd wordt.
In 3021 vertrekt Elrond over zee, maar Imladris wordt in stand gehouden door Celeborn, Elladan en Elrohir. Het is niet bekend voor hoelang Imladris blijft bestaan. Na de vernietiging van de Ene Ring is ook de kracht van Vilya verdwenen, zodat ook Rivendel onderworpen wordt aan verval. Na de Oorlog om de Ring is het tijdperk van de Elfen in Midden-aarde definitief ten einde, maar in ieder geval heeft Imladris minstens 5000 jaar bestaan.